# Pelegrin - podmorje
Pelegrin - podmorje este o arie protejată (sit de importanță comunitară — SCI) din Croația întinsă pe o suprafață de 173,37 ha, integral marine.

## Localizare
Centrul sitului Pelegrin - podmorje este situat la coordonatele 43°11′29″N 16°23′54″E / 43.191512°N 16.398322°E.

## Înființare
Situl Pelegrin - podmorje a fost declarat sit de importanță comunitară în iulie 2013 pentru a proteja un număr necunoscut de specii din flora spontană și fauna sălbatică aflate în arealul zonei.

## Biodiversitate
Situată în ecoregiunea marină mediteraneană, aria protejată conține 3 habitate naturale: Peșteri marine scufundate complet sau parțial, Recifuri, Straturi cu Posidonia (Posidonion oceanicae).
La baza desemnării sitului se află un număr nedeclarat de specii protejate.